# Intel 8061
Intel 8061 マイクロコントローラ（以下単に8061）は、フォード EEC-IV 自動車用エンジン制御ユニットに採用されたことでよく知られている。Intel 8096（以下単に8096）に近く、Intel 8061 は東芝（6127 および 6126の品番）やモトローラ（現・フリースケール・セミコンダクタ）によってセカンドソース供給されました。

## 概要
MCS-96 ファミリは、Ford EEC-IV エンジンコントローラファミリの最初のプロセッサである8061 を商業向けに派生させたものである。8061と8096の違いとしては、メモリインターフェースバスの仕様がある。8061の M-Bus は「バーストモード」バスで、メモリデバイス側にプログラムカウンタの追跡機能を必要とした。また、I/O ペリフェラルにも大きな違いがあり、8061 には 8 チャンネルの HSI（パルス測定）入力、HSI ピンとは完全に独立した 10 チャンネルの HSO（パルス生成）出力、そして 8096 よりも多チャンネルの非サンプリング型 10 ビット ADC が搭載されていた。EEC-IV と 8096 の多くの相違点は、従来型のメモリインターフェースバスのためにピン数を共有し、I/O ピン数を削減した結果生じた。 
8061 とその派生品は、1983 年から 20 世紀末までに製造されたほぼすべてのフォード車に使用された。このプロセッサは燃料混合比と噴射タイミング、点火進角（しばしば別の点火モジュールと連携させた）、排気ガス再循環、その他のエンジン機能を制御した。

## M-Bus
8061 には、M-Bus と呼ばれる11レベルのバーストモード割り込み可能な8ビットメモリインターフェースバスがある。このバスに接続する各メモリデバイスは、プログラムカウンタとデータアドレスレジスタの内臓する必要があった。それぞれのチップがリセットや分岐命令を実行する都度、メモリデバイス内のプログラムカウンタが更新され、命令ストリームが順次読み込まれた。命令ストリームは、メモリのデータアドレスレジスタを使ってバイトまたはワード単位のデータ読み書きを行う最中に割り込みで中断でき、中断後はプログラムアドレスを再送することなく命令ストリームの読み込みを再開した。

## アドレスマップ
8061 には、アドレス 0010H〜00FFH の範囲に 240 バイトの内部レジスタファイルを持つ。I/O アドレスは 0002H〜000FHに配置された。8061 ファミリ全体において、アドレス 0000H は定数ゼロレジスタとして予約されており、相対アドレッシングモードで絶対アドレスへアクセスできた。スタックポインタは 0010H にある。8061 は 64K バイトのメモリ空間をアドレス可能で、リセット時の開始アドレスは 2000H、割り込みベクタは 2010H に配置されてた。

## プロセスとパッケージ
8061 は 3µm N-MOS シリコンゲートプロセスで製造された。要件に応じて、プラスチック製 68 ピンフラットパック、セラミックパッケージ、40 ピン DIP パッケージで提供された。

## 派生品
Ford は 1982 年にコロラドスプリングスに Ford Microelectronics を設立し、EEC-IV ファミリの開発、自動車用のその他のカスタム回路の開発、およびガリウムヒ素集積回路市場開拓の研究を行った。このファミリには製品化されなかった 8063 や、大量生産された 8065 が含まれる。8065 はメモリコントローラを内蔵し、8061 や 8096 の 64K バイトを大きく上回る 1MB のメモリをアドレス可能だった。 
8063、8065、そして後の EPIC は、低消費電力が可能な CMOS 品となった。
8065 は命令セットが拡張され、レジスタ領域が増加し、I/O 機能が大幅に強化された。8065 のレジスタファイルはアドレス 0020H〜03FFH に配置され、4 バンクでアクセス可能となった。I/O アドレスは 0002H〜001FH、スタックポインタは 00020H にあった。

## HSI
8061 には、パルス入力のタイミング測定用に 8 チャンネルのイベントキャプチャシステムが備えられた。16 ビットのタイマの値はFIFO入力に接続され、ピン入力の値が変化すると、8 ピンすべての最新の状態とタイマの値がともに FIFO に格納された。FIFO は小容量のダイナミック RAM で実装されていた。

HSI は、例えばクランクシャフト位置センサーのイベントタイミングを記録し、エンジン回転数を算出する用途などに使用されました。

## HSO
8061 は、タイミング制御出力用の 10 チャンネルパルスジェネレーターシステムを内蔵していた。これは小規模な連想メモリで構成され、HSI システムの16ビットタイマとイベント時刻を比較した。各イベント時刻はコマンドとともに連想メモリに書き込まれ、タイマと一致するとイベントが実行され、該当連想メモリエントリはクリアされた。連想メモリはダイナミック RAM とコンパレータで構成されていた。HSO は燃料噴射パルスのタイミング制御など、さまざまな用途に使用された。

## A/Dコンバータ
8061 とその派生品は、複数チャンネルのA/Dコンバータを内蔵していた。これは、エンジン温度やスロットル角度の測定、排気ガス中の酸素センサーの値の読み取りなどに使用された。

## 割り込み
8061 には 8レベルの優先度付割り込みシステムが内蔵されていた。後継の 8065 では 40 チャンネルに拡張され、そのうち 32 チャンネルは HSI/HSO イベントシステムに接続されていた。

## シリアルインターフェース
8061 ファミリの一部のモデルには専用シリアルポートが内蔵されていた。これはポート拡張用として設計され、汎用 UART ではない。

## コンパニオンメモリ
8061 は、ROM と小容量 RAM を備えた 8361 などのコンパニオンメモリと組み合わせて使用された。後期の製品では、マスク ROM の代わりにワンタイムプログラマブル（OTP）EPROM が採用され、部品供給の負担を増やすことなく毎年のモデルチェンジで必要となるコードの変更に対応するうえで大いに役に立った。